# Kathedraal van Sint-Matteüs de Apostel
De Kathedraal van Sint-Matteüs de Apostel (Engels: Cathedral of Saint Matthew the Apostle) in de Amerikaanse hoofdstad Washington D.C. is de kathedraal van het rooms-katholieke aartsbisdom Washington. Het kerkgebouw staat in het centrum van de stad aan Rhode Island Avenue en is gewijd aan de apostel Matteüs.

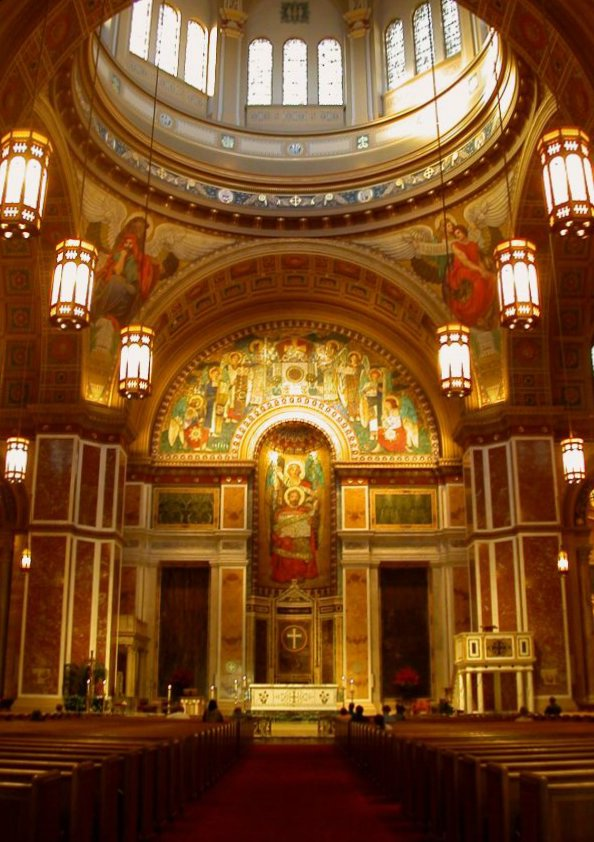
Interieur van de kathedraal

## Geschiedenis
De parochie van Sint-Matteüs werd in 1840 gesticht als de vierde katholieke parochie van Washington D.C. De oorspronkelijke kerk stond op bij de kruising van 15th en H Street. In 1893 werd begonnen met de bouw van de huidige kerk naar ontwerp van Christopher Grant LaFarge. De eerste mis werd op 2 juni 1895 opgedragen. Het gebouw werd uiteindelijk in 1913 voltooid met de toevoeging van het kruis op koepel, waarmee een hoogte van 61 meter werd bereikt. Paus Pius XII scheidde in 1947 Washington D.C. af van het aartsbisdom Baltimore. In datzelfde jaar werd de parochiekerk van Sint-Matteüs aangewezen als kathedraal van het nieuwe aartsbisdom Washington. De kathedraal werd in 1974 opgenomen in het National Register of Historic Places.
In de kathedraal werden onder meer requiemmissen opgedragen voor de eerste president van de Filipijnen Manuel Quezon, voor senator Joseph McCarthy en voor president John F. Kennedy.
Op 20 januari 2021 werd in deze kathedraal een mis opgedragen ter gelegenheid van de inauguratie van president Joe Biden. Deze plechtigheid werd behalve door Biden ook bijgewoond door onder anderen zijn vrouw Jill Biden, de fractieleiders van de senaat Mitch McConnell (Rep.) en Chuck Schumer (Dem.); en voorzitter van het Huis van Afgevaardigden Nancy Pelosi.